# Wallpaper Engine
Wallpaper Engine – aplikacja dla systemu Windows, posiadająca także wersję na urządzenia z systemem Android, która umożliwia użytkownikom tworzenie i używanie animowanych i interaktywnych tapet, podobnych do nieistniejącej już aplikacji Windows DreamScene. Tapety są udostępniane za pośrednictwem funkcji Steam Workshop jako tworzone przez użytkowników treści do pobrania. Aplikacja posiada własny silnik renderujący i edytor tapet, umożliwiający tworzenie tapet 2D i 3D, w tym edytor systemu cząsteczek oraz fork JavaScript o nazwie SceneScript. Obsługuje również pliki wideo, pliki audio, strony internetowe i niektóre aplikacje 3D jako tapety.

## Historia
Aplikacja została wydana jako produkt płatny na Steamie w październiku 2016 roku w ramach wczesnego dostępu. Po trzech latach rozwoju oprogramowanie opuściło fazę wczesnego dostępu w listopadzie 2018 roku. W sierpniu 2019 roku ogłoszono, że Wallpaper Engine będzie jednym z tytułów wydanych przez Steam China.
Pod koniec listopada 2021 roku zespół wydał wersję 2.0 Wallpaper Engine. Aktualizacja przyniosła nowe logo, bogaty zestaw dodatkowych funkcji, obsługę systemu Windows 11 oraz darmową wersję na Androida, która łączy się z wersją na komputery stacjonarne.
Pomimo że Wallpaper Engine nie jest grą, jest jedną z najczęściej używanych aplikacji na Steamie, plasując się w czołówce 25 najpopularniejszych gier w lipcu 2019 roku i 10 najpopularniejszych gier w listopadzie 2021 roku. Według serwisu Kotaku użytkownicy w Chinach korzystali z niej do udostępniania filmów pornograficznych w 2022 roku.